# 熊谷喜八
熊谷 喜八（くまがい きはち、1946年 - ）は、日本の料理人。KIHACHI創業者、経営者。

## 略歴
1946年、東京都に産まれる。
銀座東急ホテルで働く。1969年より在セネガル日本国大使館、在モロッコ日本国大使館でシェフを歴任する。その後、マキシム（フランス）、パヴィヨンロワイヤルで修業し、ジョエル・ロブションがシェフを務めていたコンコルド・ラファエットホテル（現・ハイアットリージェンシー・パリ ・エトワール）で、部門シェフを務める。
1975年に日本に戻り、シルバースプーン（東京都高樹町）の料理長、ラ・マーレ・ド・チャヤ（神奈川県葉山町）の料理長を務める。
1987年に自身がオーナーシェフを務めるKIHACHIをオープンする。

## 役職
- 全日本司厨士協会 総本部 副会長[1][2]
- 日本フードコーディネーター協会 顧問[1]
- 高知県 観光特使[1]
- 青森県 元気あおもり応援隊[1]
- 山口県 萩ふるさと大使[1]
- 広島県　三原市ふるさと大使[1]
- 東京農業大学 客員教授[1]
- フードクリエイション 代表取締役[1][2]
- 全日本洋菓子工業会 監事[4]
- レ・ザミ・ドゥ・ キュルノンスキー ジャポン 会員[4]
- 食育推進委員長[2]

## 賞歴
- 2011年 - 現代の名工 卓越技能章（厚生労働省）[1][2][4]
- 2015年 - 黄綬褒章[2][5]
- プロスペールモンターニエ杯（フランス、アルパッジョン料理コンクール） - 日本人として初受賞[1][4]。
- 食生活文化賞 銀賞（日本食生活文化財団）[1]